# تسميم أذني
تسميم أذني (بالإنجليزية: Ototoxicity)‏ هو وجود تأثير سام على الأذن، وتحديداً القوقعة والعصب السمعي وأحياناً الجهاز الدهليزي كأثر جانبي للدواء.
آثار التسمم الأذني قد تكون قابلة للإصلاح ومؤقتة، أو لا انعكاسية ودائمة. وقد تم الاعتراف بالتسميم الأذني منذ القرن التاسع عشر.
هنالك العديد من الادوية المعروفة والسامة للأذن والتي توصف في الحالات السريرية الحرجة بالرغم من خطورتها على السمع.
وتشمل الأدوية السامة للأذن المضادات الحيوية مثل جنتاميسين، مدرات البول العروية مثل فوروسيميد والعلاج الكيميائي البلاتيني مثل سيسبلاتين؛ كما يوجد عدد من الأدوية المضادة للألتهابات غير الستيرودية ذات تأثير تسميم أذني.
هذا من الممكن أن يؤدي إلى فقدان السمع الحسي العصبي أو فقدان التوازن أو كلاهما. كما تبين وجود تأثير لبعض المواد الكيميائية البيئية والمهنية على الجهاز السمعي والتفاعل مع الضوضاء.

## الأعراض
أعراض التسمم الأذني قد تكون جزئية أو كُلية وتشمل الصمم، دوار، و طنين الأذن.
تقع القوقعة في المقام الأول لهيكل السمع و تتموضع في الأذن الداخلية، وهي هيكل حلزوني يحوي العديد من النهايات العصبية التي تجعل من السمع ممكناً. ينتج عادةً التسميم الأذني عندما يكون الدواء ذو تأثير سُمِّي على الأذن الداخلية والذي بدوره يُضّر بالقوقعة، الدهليز، القنوات الهلالية، والأعصاب السمعية /العصب الدهليزي القوقعي. تُظهر الهياكل التالفة لاحقاً الأعراض التي يأتي بها المريض.
قد يُنتج عن التسميم الأُذني في القوقعة فقدان السمع لنطاق النغمات عالية التردد أو الصمم التام أو فقدان السمع عند نقاط معينة بينهما. قد تظهر الأعراض متماثلة في كلتا الأذنين، أو غير متماثلة بأذن واحدة. ومع تطور الحالة، قد تُصاب الأخرى أيضاً بالأعراض أو قد لا تظهر كُلياً. الأُطر الزمنية لتطور المرض تختلف اختلافاً كبيراً، وأعراض الصمم قد تكون مؤقتة أو دائمة.
الدهليز والقنوات الهلالية هي مكونات الأذن الداخلية التي تشكل الجهاز الدهليزي.
يَضم الدهليز نوعين من أجهزة غُبار التوازن: الكييس والذي يتموضع عمودياً ويستشعر التسارع العمودي. والقرييبة والذي يتموضع أفقياً ويستشعر التسارع الأفقي. قيما يتعلق بالجاذبية؛ يستشعر أعضاء غبار التوازن (الكييس والقريبة) معاً وضعية الرأس عندما يكون الجسم ثابت، ثم يستشعر حركة الرأس عندما يميل والتغييرات في الاهتزازات عند أي حركة خطية للرأس. يتلقى الدماغ هذه المعلومات ويدمجها مع معلومات أخرى ليحدد مكان الرأس ووضعيته واتجاهه.
يكشف الدهليز والقنوات الهلالية معاً اتجاهات حركة الرأس في جميع الاتجاهات.
القنوات الهلالية هي ثلاثة هياكل عظمية مملوءة بسائل. وكما هو الحال مع الدهليز، الغرض الأساسي من القنوات هو الكشف عن الحركة. تتموضع كل قناة من القنوات بزاوية قائمة على القنوات الأخرى، مما يسمح بإستشعار الحركة على أي مستوى.
تنقل كل من القنوات الهلالية والدهليز المعلومات إلى الدماغ حول الحركة ؛ وعندما تُصبح هذه الأجزاء تالفة يصبح الدماغ غير قادر على تحديد الاتجاهات.
تتأثر أيضاً العين بالتسميم الأذني عندما يتلف الدهليز والقنوات الهلالية وينتج عن ذلك الرأرأة و الإبصار التذبذبي، وهذه الأعراض تظهر بسبب محاولة الجسم التعويض عن اشارات الخلل التي يتم إرسالها إلى الدماغ من خلال الحصول على الاشارات البصرية لدعم المعلومات التي يتلقاها.
نادراً ما يتأثر العصب الدهليزي القحفي بالتسميم الأذني ولكن إذا ما تأثر فأن الضرر يصبح دائماً.

## الأسباب

### المضادات الحيوية
وبخاصةً المضادات من عائلة أمينوغليكوزيد مثل التوبرامايسين و جنتاميسين، وعائلة الـماكروليد كـ إزيثرومايسين.

### العلاج الكيميائي
ويشمل العلاج الكيميائي المعزز بالبلاتينيوم كـ سيسبلاتين و كاربوبلاتين.

## العلاج
ليس هنالك علاج محدد، لكن التوقف عن أخذ الدواء المسبب للتسميم الأذني والابتعاد عن العوامل المسببة يُعيد إلى حدٍ ما الأذنين إلى حالتهما الطبيعية.